# وی‌پی‌ان اجتماعی
VPN اجتماعی یک شبکه خصوصی مجازی است که به صورت خودکار بر اساس روابط ایجاد شده توسط افراد مشابه از طریق یک سرویس شبکه‌های اجتماعی در بین آن‌ها ایجاد می‌شود. یک VPN اجتماعی با هدف ایجاد اتصال شبکه همتا به همتا (P2P) بین کاربر و دوستانش، روشی آسان ترتیب می‌دهد که پیچیدگی راه‌اندازی و نگه داری تونل‌های معتبر و رمزگذاری شده وی پی ان‌های end-to-end را از کاربران پنهان می‌کند.

## معماری
معماری VPN اجتماعی براساس زیرساخت متمرکزی است که در آن کاربران دوستانشان را به رسمیت می‌شناسند و کشف می‌کنند و کلیدهای عمومی رمزنگاری شده را رد و بدل می‌کنند و یک پوشش P2P که برای مسیریابی پیام‌ها بین پایانه‌های VPN به کار می‌رود. برای مثال، این امکان را به سازمان می‌دهد که با ادارات جداگانه یا دیگر سازمان‌ها اتصالات مسیر یابی شده در سراسر اینترنت داشته باشند. اتصال VPN مسیریابی شده در اینترنت به‌طور منطقی به عنوان یه لینک WAN اختصاصی عمل می‌کند

### ضبط و تزریق بسته‌ها
VPN اجتماعی از یک رابط کاربری شبکه مجازی مانند دستگاه‌های TUN/TAP در سیستم‌های ویندوز و یونیکس برای ضبط و تزریق بسته‌های IP از یک میزبان استفاده می‌کند. پس از ضبط، بسته‌ها رمز گذاری شده، کپسوله می‌شوند و از طریق شبکه هم پوشان مسیریابی می‌شوند.

### امنیت
VPN اجتماعی از شبکه‌های اجتماعی آنلاین برای توزیع کلیدهای عمومی و تبلیغ آدرس گره به دوستان استفاده می‌کند. کلیدهای عمومی به دست آمده برای برقراری ارتباط رمزگذاری شده بین دو نقطه انتهایی استفاده می‌شود. کلیدهای متقارن در طی فرایند برقراری پیوند انتها به انتها توسط دو همتای VPN اجتماعی رد و بدل می‌شوند.

### مسیریابی
مسیریابی در VPN اجتماعی نظیر به نظیر است. روشی که اجرا شده‌است از یک سیستم P2P ساخت یافته برای ارسال بسته‌های IP محصور در پیام‌های همپوشانی از یک منبع به مقصد استفاده می‌کند.

### فضای آدرس IP خصوصی
یک VPN اجتماعی از انتساب و ترجمه آدرس IP متغیر استفاده می‌کند تا از برخورد با فضاهای آدرس موجود (خصوصی) میزبان‌های نهایی جلوگیری کند و به سیستم اجازه می‌دهد تا تعداد کاربرانی را که خدمات موفقیت‌آمیز شبکه اجتماعی آنلاین امروز (ده‌ها میلیون) ارائه می‌کنند، مقیاس بندی کند. کاربران می‌توانند مستقیماً فقط به زیرمجموعه کوچکی از تعداد کل کاربران چنین خدماتی متصل شوند، که در آن زیر مجموعه توسط روابط مستقر آنها تعیین می‌شود.

### نامگذاری
VPN اجتماعی از نام‌های مشتق شده از سرویس شبکه اجتماعی برای تخصیص خودکار نام میزبان به نقاط انتهایی استفاده می‌کند. این نام‌ها توسط یک سرور مجازی DNS حلقه دار به آدرس‌های IP خصوصی مجازی در پوشش داده شده ترجمه می‌شوند.

## سیستم‌های مرتبط
- (UIA) معماری اینترنت مدیریت نشده MIT[۳] زیرساخت مسیریابی ad-hoc با پیکربندی صفر را برای دستگاه‌های تلفن همراه فراهم می‌کند، اما اتصالات ad hoc از طریق یک زیرساخت شبکه اجتماعی برقرار نمی‌شوند.[۴]
- "Friend Net" مفهوم مشابهی است که در سال ۲۰۰۲ در وبلاگ منتشر شده‌است.[۵]
- Hamachi یک VPN با پیکربندی صفر است که از معماری امنیتی مغایر با VPN اجتماعی استفاده می‌کند.[۶] VPN نیز با استفاده از Facebook API از ایجاد شبکه پشتیبانی می‌کند.

## نرم‌افزار
پیاده‌سازی VPN اجتماعی منبع باز مبتنی بر سرویس شبکه اجتماعی فیس بوک و پوشش Brunet P2P برای سیستم‌های ویندوز و لینوکس تحت مجوز MIT در دسترس است. این امر به کمک شبکه‌های اجتماعی آنلاین، ارتباطات ایمن مستقیم و نقطه به نقطه بین کامپیوترها ایجاد کرده و از عبور شفاف NATها پشتیبانی می‌کند و برای ایجاد ارتباط مستقیم VPN بین جفت رایانه‌ها (گره‌ها) از پوشش P2P استفاده می‌کند. برای برقراری ارتباط، دو گره از طریق یک شبکه اجتماعی آنلاین، آدرس گره P2P خود را (و همچنین کلیدهای عمومی برای برقراری ارتباط امن) را تبلیغ می‌کنند. هنگامی که هر گره آدرس گره (و کلیدهای عمومی) گره دیگر را بدست آورد، یک نقشه‌برداری از آدرس به گره ایجاد می‌شود و بسته‌های IP می‌توانند از طریق تونل VPN هدایت شوند.